# Told at Twilight
Told at Twilight er en amerikansk stumfilm fra 1917 af Henry King.

## Medvirkende
- Marie Osborne som Mary Sunshine
- Daniel Gilfether som Daniel Graham
- Beatrice Van
- Henry King
- Leon Pardue som Piggy